# Comuna Nova Bukovica, Virovitica-Podravina
Nova Bukovica este o comună în cantonul Virovitica-Podravina, Croația, având o populație de 1.771 de locuitori (2011).

## Demografie
Componența etnică a comunei Nova Bukovica
     Croați (84,53%)
     Sârbi (13,83%)
     Necunoscut (0,56%)
     Neclasificat (0,9%)
Componența confesională a comunei Nova Bukovica
     Catolici (83,4%)
     Ortodocși (14,57%)
     Necunoscută (0,68%)
     Alte religii (1,36%)
Conform recensământului din 2011, comuna Nova Bukovica avea 1.771 de locuitori. Din punct de vedere etnic, majoritatea locuitorilor (84,53%) erau croați, cu o minoritate de sârbi (13,83%). Apartenența etnică nu este cunoscută în cazul a 0,56% din locuitori. Din punct de vedere confesional, majoritatea locuitorilor (83,4%) erau catolici, cu o minoritate de ortodocși (14,57%). Pentru 0,68% din locuitori nu este cunoscută apartenența confesională.